# Pedejä
Pedejä – wieś w Estonii, w prowincji Võru, w gminie Misso.